# Fulica atra

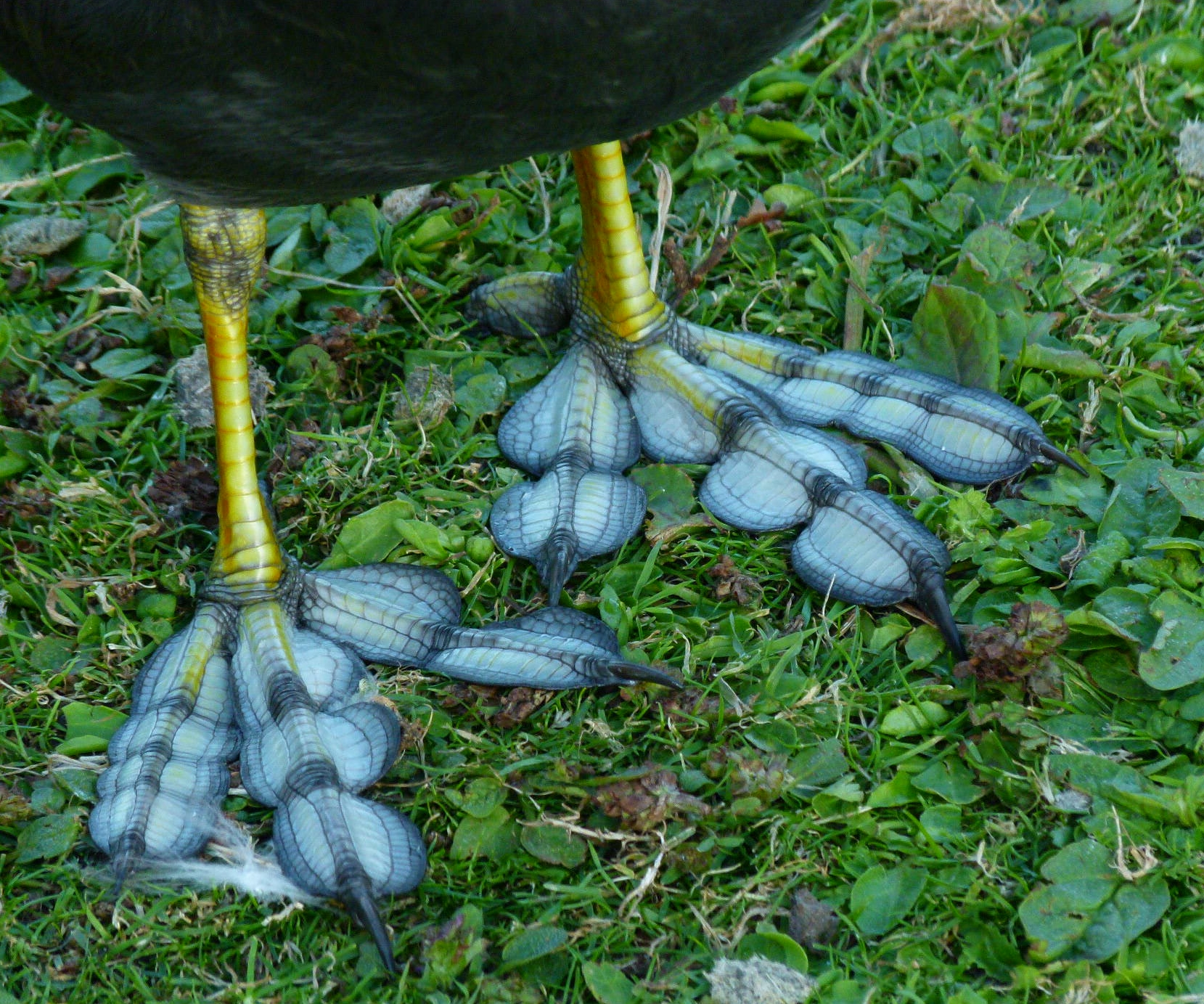
Primo piano delle zampe e dei piedi di una folaga a St James's Park (Londra).

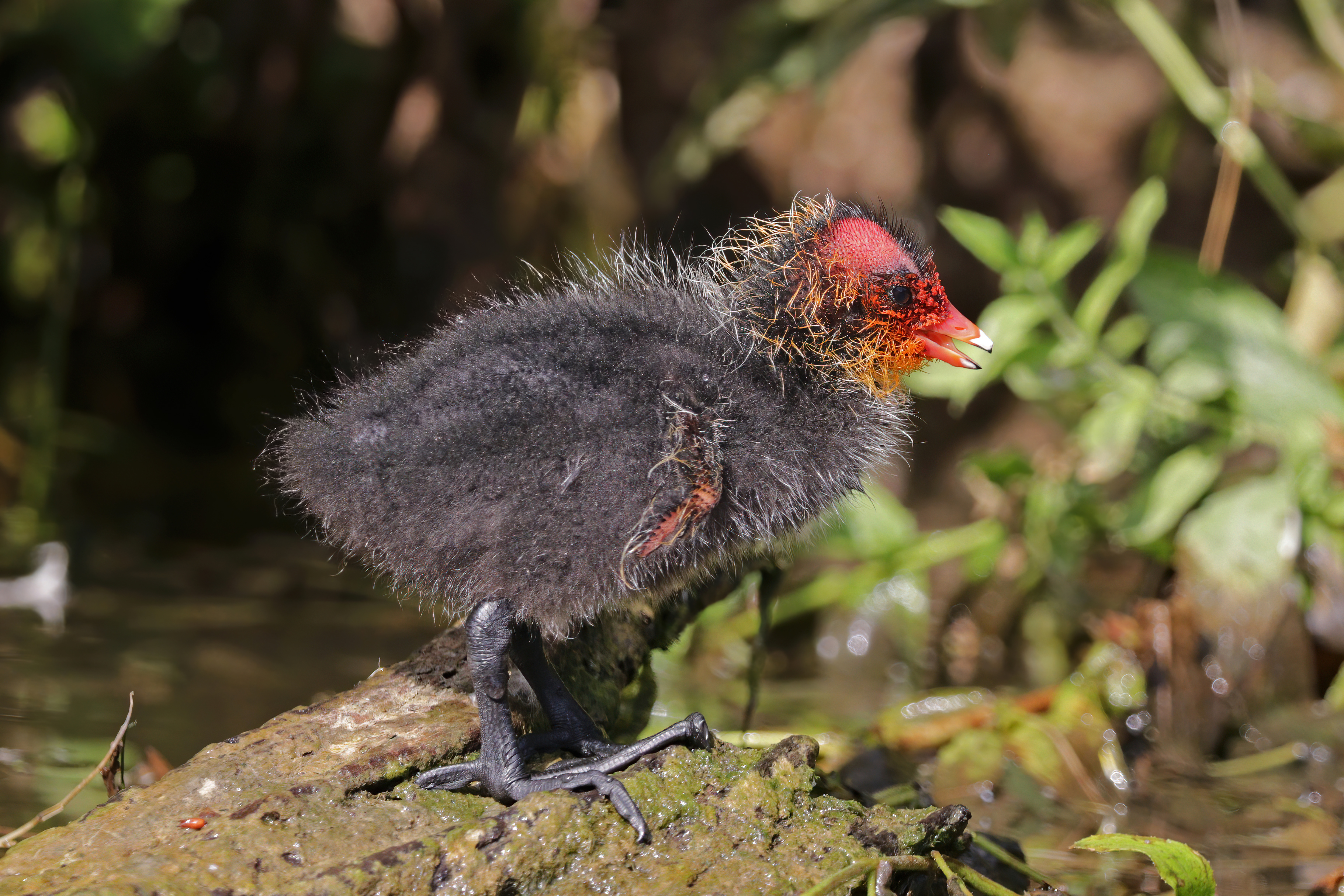
Un nidiaceo nel Marais audomarois (Francia).

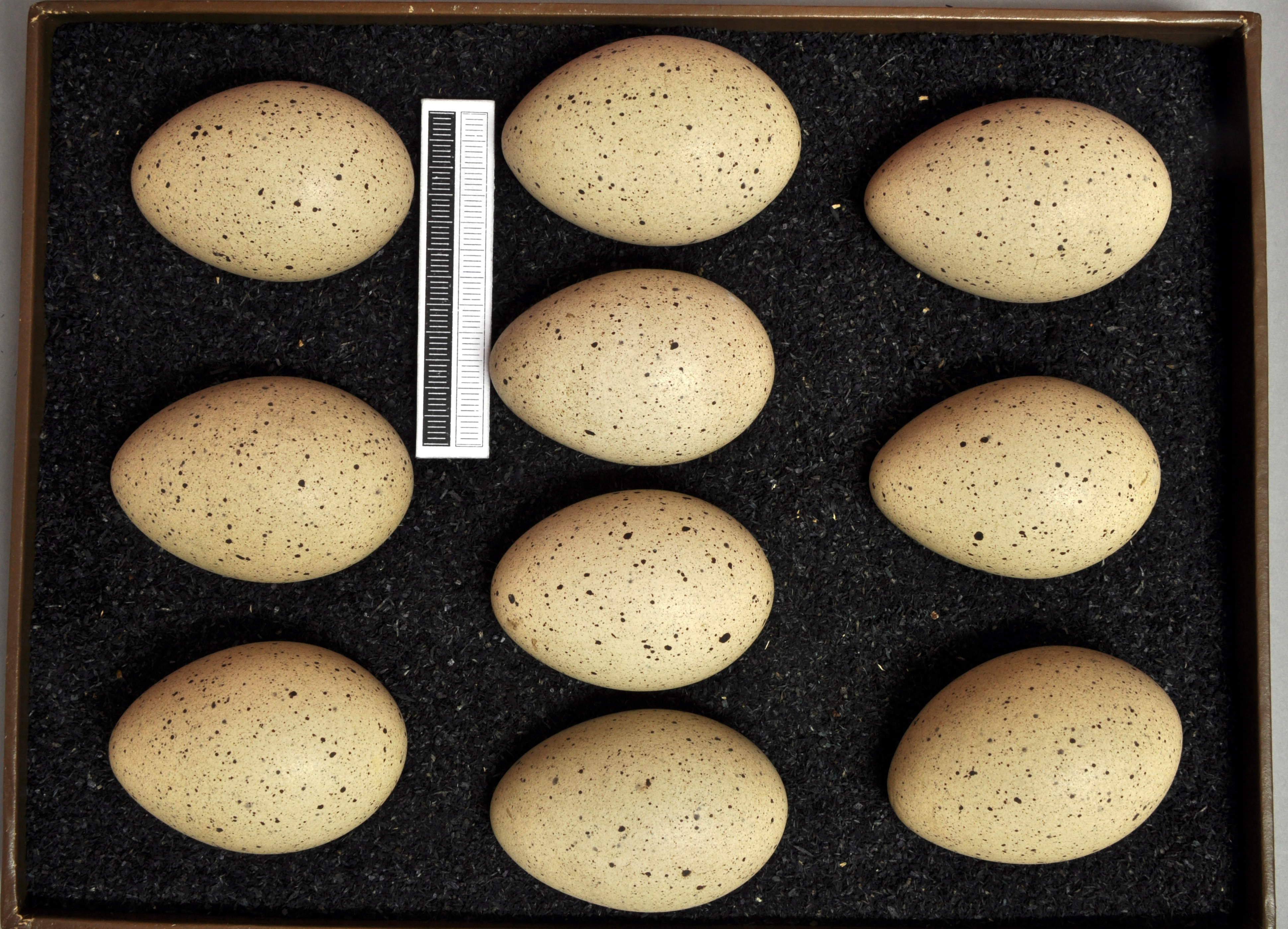
Collezione di uova al museo Wiesbaden (Germania).

La folaga comune (Fulica atra Linnaeus, 1758) è un uccello gruiforme della famiglia dei Rallidi originario di Eurasia, Africa, Nuova Guinea, Australia e Nuova Zelanda.

## Descrizione

### Dimensioni
La folaga comune, la cui lunghezza totale è di circa 45 cm, ricorda per il suo aspetto sia le anatre sia i polli sultani. Il corpo è voluminoso e la coda, corta e arrotondata, risulta formata da 14 timoniere. L'ala del maschio misura 20-22,4 cm, mentre nella femmina, le cui dimensioni sono un poco minori, misura intorno ai 19,4-19,9 cm.

### Aspetto
I caratteri più salienti riscontrabili in questi uccelli risiedono principalmente nella conformazione dei piedi. Essi, infatti, hanno dita lunghe, ma non quanto quelle degli altri Rallidi, le cui falangi presentano su ciascun lato alcune espansioni carnose, a contorni semicircolari e ricoperte, come del resto le dita stesse, di piccole squame. Le dita, inoltre, sono provviste di lunghe unghie quasi diritte, assai forti e appuntite. Il becco, compresso e leggermente incurvato verso la parte terminale della mascella, è reso singolare da un'espansione cornea che si prolunga, in alcuni casi biforcandosi, fino circa al vertice del capo. Il piumaggio è assai folto e impermeabile e presenta un abbondante piumino nero in prossimità della pelle.
La folaga presenta un piumaggio bello e folto, nero-azzurrastro nelle parti superiori, completamente nero sulla testa, sul collo, sul sottocoda e sulla stessa coda, mentre grigio-lavagna appaiono le parti inferiori del corpo, le cui penne possono peraltro essere marginate di biancastro. Pure bianchi sono il margine dell'ala e l'apice delle remiganti secondarie, mentre il becco e lo scudo frontale (quest'ultimo elastico e di maggiori dimensioni nel maschio) risaltano sul nero del piumaggio per il loro colore avorio, mentre l'occhio spicca per la sua vivacissima tinta rossa. La parte inferiore della tibia è priva di penne ed ha tinta aranciata, mentre i tarsi e i piedi sono grigio-azzurrastri, oppure grigiastri. Il piumaggio qui descritto viene assunto dalla folaga per muta completa fra agosto e ottobre, muta che, fra l'altro, provoca la caduta delle remiganti e delle timoniere, rendendo quindi questi uccelli completamente inetti al volo in questo periodo. Nella livrea delle folaghe possono, peraltro, osservarsi anomalie, tanto che è possibile reperire fra esse individui tutti bianchi con il solo capo nero, o pezzati di bianco o, più raramente, completamente bianchi. Non sono rari i casi di isabellismo.
I nidiacei appaiono ricoperti di un piumino nero che presenta nelle parti inferiori riflessi verdastri e apici biancastri, mentre la faccia, le zone perioculare e boccale, nonché la gola sono rosse tendenti all'arancio. Nei giovani il piumaggio delle parti superiori si presenta più bruno che nell'adulto, grigio-biancastro e grigio-lavagna chiaro in quelle inferiori, mentre il sopracciglio e i lati della testa sono biancastri. Lo scudo è poco sviluppato e il becco è più scuro che negli adulti.

### Voce
La discrezione non è proprio il punto forte della folaga. È un uccello piuttosto rumoroso il cui repertorio vocale non ha nulla di musicale. Non canta e i suoi richiami sono costituiti da note dure. È solo nell'intimità della coppia, in primavera, che è possibile udire scambi vocali più dolci.
Il richiamo più comune, nelle interazioni interindividuali, è un tjek o kjek sonoro, ripetuto, che può evolvere verso un richiamo più duro e più aspro, un kjak o kjrak emesso con eccitazione.
È possibile udire anche serie di kek kek kek kek. Il richiamo di allarme è un pit o pjit duro, anch'esso ripetuto. Talvolta si sente un kjhh soffocato, come uno starnuto. I piccoli chiedono il cibo ai genitori con dei lunghi uiiiiiiiiiiih insistenti. Una particolarità della folaga è l'emissione di pett pett pett lanciati mentre l'animale colpisce con le dita allargate il substrato su cui si trova. Questi suoni un po' rimbombanti sono molto udibili ed equivalgono a un richiamo, forse territoriale.
Infine, durante i suoi spostamenti aerei notturni, la folaga emette dei kjen ein ein ein ein, degli eeinn eein o degli ein einnn molto caratteristici, ben differenti dai kep kep kep della gallinella.

## Biologia
La folaga comune è un uccello socievole e gregario in ogni periodo dell'anno. All'epoca della riproduzione diviene monogama e territoriale, ma nel periodo che corre tra una stagione riproduttiva e l'altra questi uccelli si radunano come attirati da un magnete e possono formare raggruppamenti composti da diverse migliaia di individui.
La folaga appartiene alla famiglia dei Rallidi, un gruppo che comprende prevalentemente uccelli che conducono una vita discreta e riservata come i ralli e le schiribille. La folaga conduce uno stile di vita del tutto opposto al loro. È un uccello appariscente e molto vocale che non passa affatto inosservato. Sebbene inquieta, non fugge neanche alla vista di un pericolo. Ovviamente, così facendo, attira predatori come l'aquila di mare o l'astore, ma sfrutta la sicurezza del numero a scapito degli esemplari più deboli.
Sono pochi i Rallidi in grado di immergersi, trattandosi per lo più di esemplari che corrono rapidamente attraverso i terreni paludosi. Le folaghe fanno eccezione e hanno sviluppato delle espansioni laterali natatorie che consentono loro di muoversi sott'acqua dopo un balzo iniziale per guadagnare slancio.

### Volo
La folaga può alzarsi in volo solo correndo sull'acqua come un'anatra tuffatrice. I battiti delle ali, rapidi, saccadici e poco ampi, sono, al contrario, molto diversi da quelli delle anatre. Le folaghe sono in grado di effettuare spostamenti considerevoli, muovendosi sempre di notte, in quanto il loro volo diretto e poco veloce può attirare predatori come il falco pellegrino o l'astore.

### Alimentazione
Durante la bella stagione la folaga comune è vegetariana. Si nutre principalmente di vegetazione sommersa, di alghe come le caracee o di piante superiori come potamogetoni, miriofille, ranuncoli e altre poligonacee. I giovani hanno la stessa dieta. I vegetali vengono prelevati dalla superficie o immergendosi. La dieta viene integrata con insetti e loro larve, vermi, uova di pesce, ecc.
Nei mesi freddi la dieta è sempre mista, ma con la componente di origine animale più consistente. Ad esempio, la folaga può rivolgere l'attenzione verso le colonie di bivalvi d'acqua dolce come la cozza zebra (Dreissena polymorpha), alle quali accede immergendosi. Può immergersi fino a due metri di profondità.
In inverno è anche frequente vedere gruppi di folaghe che pascolano nei prati adiacenti agli specchi d'acqua, consumando probabilmente, oltre all'erba, anche invertebrati come i vermi oligocheti.

### Riproduzione
La folaga comune è una specie monogama e territoriale, che entra spesso in conflitto con i suoi vicini in quanto le coppie nidificanti sono generalmente numerose e i territori contigui. A seconda dell'altitudine e della latitudine, il periodo riproduttivo va da febbraio a settembre e sono possibili anche due covate successive. In Europa il periodo prediletto per la nidificazione è marzo-luglio.
L'installazione delle coppie nidificanti non è un compito semplice: ogni coppia stabilisce i limiti del proprio territorio solo dopo numerose invettive vocali e aggressioni; solo in seguito i futuri genitori possono passare alla nidificazione propriamente detta.

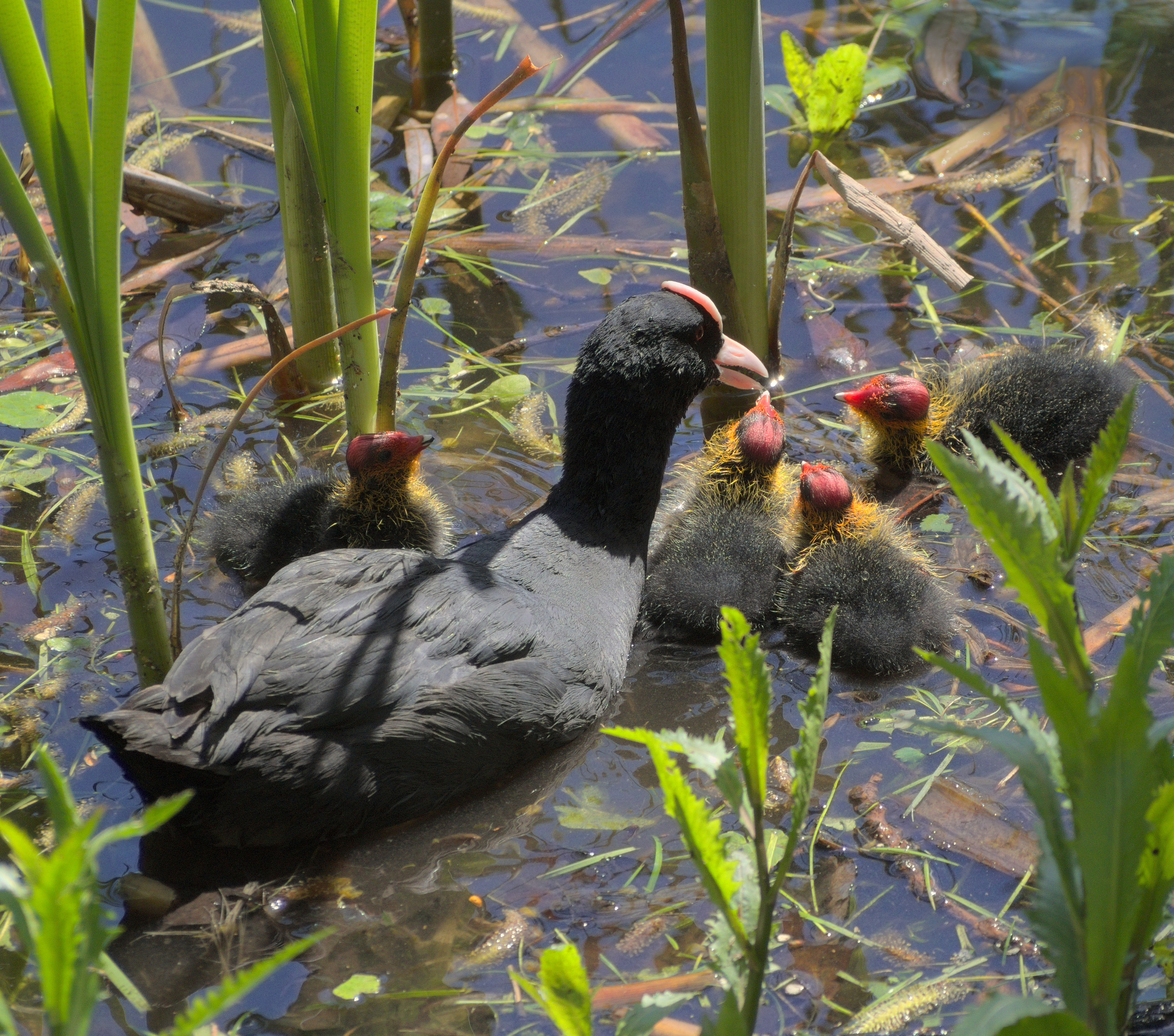

Il nido è costituito da un cumulo più o meno voluminoso di frammenti vegetali prelevati dalle piante circostanti, come steli, foglie o rizomi. Viene costruito in acque poco profonde in un ciuffo di erbe, su una piccola pianta legnosa, su uno strato di vegetazione morta o su una zattera vegetale galleggiante. In alcuni casi è posto ben in vista all'osservatore. La cavità interna è rivestita con foglie allungate di monocotiledoni. La femmina vi depone da 6 a 10 uova di colore beige chiaro con macchie marroni. L'incubazione inizia prima della fine della deposizione e dura poco più di tre settimane. Le uova si schiudono nel giro di alcuni giorni. I piccoli rimangono nel nido per alcuni giorni, poi si dividono tra i due genitori. La femmina custodisce il nido con la sua parte di nidiata, mentre il maschio costruisce una piattaforma speciale per la sua. I piccoli si alimentano da soli verso le 4 settimane di età e iniziano a volare all'età di 2 mesi. Rimangono volentieri nei dintorni e possono anche aiutare i genitori a prendersi cura dei piccoli della seconda nidiata.

## Distribuzione e habitat
La folaga comune è una specie acquatica che trascorre ogni periodo dell'anno negli specchi d'acqua continentali, sia naturali che artificiali, di pianura e di media altitudine. Predilige le acque poco profonde ricche di vegetazione rivierasca e di acqua libera, essendo prevalentemente vegetariana. Durante il periodo riproduttivo occupa gli specchi d'acqua tranquilli e ben forniti di vegetazione, come stagni, laghi, serbatoi idrici, peschiere, settori favorevoli di corsi d'acqua, ecc. Può anche occupare acque temporanee. Uno specchio d'acqua deve avere una grandezza minima di circa un ettaro per essere occupato e la vegetazione deve essere in grado di accogliere e proteggere il nido. Al di fuori del periodo nuziale le folaghe si radunano, dal momento che sono molto gregarie, su specchi d'acqua più grandi, come stagni o laghi. In certe località frequentano anche i settori larghi e calmi dei fiumi, soprattutto se il loro corso è contornato da una parte e dall'altra da massicciate. Altre si dirigono verso le acque costiere, in particolare in prossimità degli estuari.
La folaga comune della sottospecie nominale occupa un vasto areale che si estende dall'oceano Atlantico alla Russia orientale fino alla longitudine di Sachalin, e da qui fino a latitudini temperate e tropicali, ad esempio nel subcontinente indiano e nella regione perso-pakistana. È presente anche alle Canarie e alle Azzorre. Tutti gli esemplari della parte settentrionale del continente sono migratori e vanno a svernare intorno al bacino del Mediterraneo, nel Nordafrica fino a sud del Sahara e in tutta l'Asia meridionale. Oltre a questa ne esistono altre tre sottospecie, tutte sedentarie: lugubris e novaeguineae vivono in Nuova Guinea e australis occupa l'Australia, la Tasmania e la Nuova Zelanda.

## Tassonomia
Ne vengono riconosciute quattro sottospecie:
- F. a. atra Linnaeus, 1758 - diffusa in Europa e Nordafrica fino a Giappone, India, Sud-est asiatico, Filippine e Borneo;
- F. a. lugubris S. Müller, 1847 - diffusa a Giava, Bali e nella Nuova Guinea nord-occidentale;
- F. a. novaeguineae Rand, 1940 - endemica della Nuova Guinea centrale;
- F. a. australis Gould, 1845 - diffusa in Australia e Nuova Zelanda.

## Conservazione
La specie non è minacciata a livello globale. Il suo areale è vasto e la popolazione è costituita da milioni di individui. Tuttavia in Europa, dopo un periodo di crescita, il trend è in calo. Alcuni studiosi hanno ipotizzato una diminuzione del 30% in 21 anni. Si ritiene che la causa di questo sia stata la perdita o il degrado degli habitat, così come la caccia in alcuni paesi.